# Іван Тавчар
Іван Тавчар (словен. Ivan Tavčar, *28 серпня 1851, Поляне-над-Шкофьо Локо —†19 лютого 1923, Любляна) — словенський письменник, політик і правник.

## Життєпис
Походив з селянської родини. Народився 1851 року у селищі Поляне-над-Шкофьо Локо. З 1858 навчався у початковій школі в своєму селищі. Після цього продовжив навчання у Любляні до 1863 року. Того ж року поступив до гімназії. Тавчар, навчаючись у гімназії, захопився літературою.
У 1871 році вступив на юридичний факультет Віденського університету. Під час навчання в університеті публікується в журналах «Дзвін», «Люблянський дзвін», «Слован». У 1875 році отримав диплом правника й поступив на роботу до адвокатської контори в Любляні.
У 1877—1880 роках працює в місті Крань. 1880 року повертається до Любляни. Тут в 1884 році відкрив власну адвокатську контору. У 1889 році стає одним з фундаторів Адвокатського товариства.
Водночас з 1886 по 1902 року був президентом Драматичного клубу. На цій посаді велику увагу приділяв розвитку словенського театру. У 1904 році за ініціативи Тавчара утворюється Асоціація словенських письменників і журналістів.
В 1880-х роках стає одним з лідерів Національної прогресивної партії. У 1901—1907 роках був депутатом Національних зборів герцогства Крайна.
З 1911 до 1921 року був очільником Люблянської жупанії. У 1918 році сприяв утворенню Югославії. Змінив назву національної прогресивної партії на Югославську демократичну партію. Був прихильником югославського унітаризму, тобто злиття словенців, хорватів та сербів в єдину націю.
З 1918 до 1920 року очолював літературне і наукове товариство «Матиця словенська». У 1921 році він був обраний почесним громадянином Любляни. Наприкінці життя відійшов від справ й оселився в Любляні, де й помер у 1923 році.

## Творчість
Перші літературні твори Івана Тавчара пов'язані з розробкою селянської теми. Життя селян з великою художньою силою показана їм у циклах оповідань «В горах» (1876—1888 роки), «В Залі» (1894 рік). В останньому торкнувся гострих соціальних проблем, зокрема переселення словенських селян в Америку.
Посиленням реалізму характеризуються пізні історичні повісті Тавчара «Життя мого життя» (1883 рік) і «Писар із замку» (1889 рік), а також сатирична антиутопія про віддалене майбутнє «4000-й рік» (1891 рік), в якій Тавчар прогнозує, що стало б з Любляною у 4000 році, якби здійснилися задуми клерикальної реакції.